# SN 2006ob
SN 2006ob – supernowa typu Ia odkryta 18 listopada 2006 roku w galaktyce UGC 1333. W momencie odkrycia miała maksymalną jasność 17,60m.